# Crocallis guadaria
Crocallis guadaria là một loài bướm đêm trong họ Geometridae.